# Hugh Ross (astrofísico)
Hugh Norman Ross (Montreal, Quebec, 24 de julio de 1945) es un astrofísico canadiense, un apologista cristiano y un creacionista.
Ross obtuvo su doctorado en Astrofísica por la Universidad de Toronto y su licenciatura en Física por la Universidad de Columbia Británica.  Es conocido por establecer un ministerio en 1986, llamado Reasons to Believe (Razones para creer), que promueve las formas progresivas del  creacionismo de la Tierra antigua. Ross acepta la edad científica de la tierra y la edad científica del universo, sin embargo, rechaza la evolución y la abiogénesis no guiadas como explicaciones de la historia y el origen de la vida.
En 2012 ganó el premio Trotter Prize, de Texas A&M University, con el trabajo "Implicaciones teísticas para la cosmología del Big Bang."